# Alexis Ajinça
Alexis Ajinça (Saint-Étienne, 6 maggio 1988) è un ex cestista e allenatore di pallacanestro francese, che giocava come centro.

## Carriera
È stato selezionato dagli Charlotte Bobcats al primo giro del Draft NBA 2008 (20ª scelta assoluta).
Con la Francia ha disputato i Campionati europei del 2013.

## Statistiche

### NBA

#### Regular Season
| Anno      | Squadra           | PG  | PT | MP   | TC%  | 3P%  | TL%  | RP  | AP  | PRP | SP  | PP  |
| --------- | ----------------- | --- | -- | ---- | ---- | ---- | ---- | --- | --- | --- | --- | --- |
| 2008-2009 | Charlotte Bobcats | 31  | 4  | 5,9  | 36,2 | 0,0  | 71,4 | 1,0 | 0,1 | 0,2 | 0,2 | 2,3 |
| 2009-2010 | Charlotte Bobcats | 6   | 0  | 5,0  | 50,0 | -    | 0,0  | 0,7 | 0,0 | 0,2 | 0,2 | 1,7 |
| 2010-2011 | Dallas Mavericks  | 10  | 2  | 7,5  | 37,5 | 42,9 | 66,7 | 1,7 | 0,2 | 0,3 | 0,5 | 2,9 |
| 2010-2011 | Toronto Raptors   | 24  | 0  | 11,0 | 46,5 | 33,3 | 73,3 | 2,5 | 0,3 | 0,3 | 0,6 | 4,8 |
| 2013-2014 | N.O. Pelicans     | 56  | 30 | 17,0 | 54,6 | 0,0  | 83,6 | 4,9 | 0,7 | 0,4 | 0,8 | 5,9 |
| 2014-2015 | N.O. Pelicans     | 68  | 8  | 14,1 | 55,0 | -    | 81,8 | 4,6 | 0,7 | 0,3 | 0,8 | 6,5 |
| 2015-2016 | N.O. Pelicans     | 59  | 17 | 14,6 | 47,6 | 0,0  | 83,9 | 4,6 | 0,5 | 0,3 | 0,6 | 6,0 |
| 2016-2017 | N.O. Pelicans     | 39  | 15 | 15,0 | 50,0 | 0,0  | 72,5 | 4,5 | 0,3 | 0,5 | 0,6 | 5,3 |
| Carriera  | Carriera          | 293 | 76 | 13,3 | 50,3 | 28,6 | 79,7 | 3,9 | 0,5 | 0,3 | 0,6 | 5,3 |

#### Playoffs
| Anno     | Squadra       | PG | PT | MP  | TC% | 3P% | TL% | RP  | AP  | PRP | SP  | PP  |
| -------- | ------------- | -- | -- | --- | --- | --- | --- | --- | --- | --- | --- | --- |
| 2015     | N.O. Pelicans | 3  | 0  | 3,3 | 100 | -   | -   | 0,3 | 0,3 | 0,3 | 0,0 | 2,7 |
| Carriera | Carriera      | 3  | 0  | 3,3 | 100 | -   | -   | 0,3 | 0,3 | 0,3 | 0,0 | 2,7 |

## Palmarès
- Coppa di Francia: 1

Pau-Orthez: 2007